# Aelurillus logunovi
Aelurillus logunovi är en spindelart som beskrevs av Galina N. Azarkina 2004. Aelurillus logunovi ingår i släktet Aelurillus och familjen hoppspindlar. Inga underarter finns listade i Catalogue of Life.